# Антонов Олексій Інокентійович
Олексі́й Іноке́нтійович Анто́нов(15 (27) вересня 1896 , Гродно, Литовське генерал-губернаторство  — 18 червня 1962 , Москва ) — радянський воєначальник, генерал армії, начальник Генерального штабу Червоної армії у роки війни, депутат Верховної Ради СРСР 2—5-го скликань.

## Життєпис
Народився 15 (27) вересня 1896 року в місті Гродно в сім'ї Інокентія Олексійовича Антонова (1859—1908) — капітана, офіцера-артилериста, і Терези Ксаверіївни Антонової (1862—1915) — домогосподарки з польської родини. За національністю — татарин-кряшен, за радянських часів у літературі зазвичай вказували його національність як росіянин або білорус.
З 1904 року навчався в гімназії міста Острога Волинської губернії. У 1908 році помер батько Олексія, і вони з матір'ю та сестрою жили на його пенсію. Мати підробляла підготовкою учнів до іспитів. У 1914 році з початком Першої світової війни Антонови переїхали до Петербурга до родичів Терези Ксаверіївни, де Олексій вступив до 8-го класу гімназії. 1915 року після важкої хвороби померла мати Антонова померла, а видача пенсії за батька припинилася. Олексій закінчив Першу Санкт-Петербурзьку гімназію, після чого вступив до Санкт-Петербурзького університету на фізико-математичний факультет, де так і не розпочав навчання. Через брак коштів разом із двома товаришами він поїхав працювати бракувальником на завод Полякова в селі Слов'янка під Петроградом.
У 1916 році був призваний до російської імператорської армії. У грудні 1916 року закінчив прискорений курс навчання у 1-му Павловському військовому училищі і в чині прапорщика направлений до лейб-гвардії єгерського полку. На початку 1917 року полк увійшов до складу 8-ї армії Південно-Західного фронту генерала Олексія Каледіна. В ході одного з боїв влітку 1917 року Антонов отримав осколкове поранення в голову і був евакуйований у госпіталь до Петрограда. За хоробрість, виявлену в бою, Антонов у липні 1917 був нагороджений орденом Святої Анни 4-го ступеня.
Після одужання Антонова перевели в гвардії єгерський резервний полк, де його було обрано помічником полкового ад'ютанта. У серпні 1917 року в складі одного зі зведених загонів займався будівництвом оборонних споруд у районі Пулковських висот проти військ генерала Корнілова. 1 травня 1918 року Олексій Антонов звільнився в запас і вступив до Петроградського лісового інституту. Навчання він поєднував із роботою службовцем у продовольчому комітеті Петрограда.
11 квітня 1919 року Олексія Антонова було мобілізовано до Червоної армії і направлено до 1-ї Московської робітничої дивізії на посаду помічника начальника штабу дивізії. Незабаром із дивізією відправлений на Південний фронт під Луганськ, де дивізія вела важкі бої проти військ генерала Денікіна. У цих умовах 1-а Московська робітнича дивізія, що зазнала великих втрат, була розформована, а її частини введені до складу 15-ї Інзенської стрілецької дивізії РСЧА, Олексій Антонов був призначений тимчасово виконуючим обов'язки начальника штабу 3-ї бригади цієї дивізії. У березні 1920 року призначений начальником штабу 45-ї бригади 15-ї Інзенської стрілецької дивізії. У червні 1920 року 15-та стрілецька дивізія здійснила марш до Південної України в район Каховки, де вступила у зустрічні бої з частинами армії Врангеля. У листопаді 1920 року дивізія брала участь в окупації Криму. Після закінчення бойових дій у Криму 15-а Інзенсько-Сиваська дивізія була переведена на т.з. «трудове становище»: навесні 1921 року 45-а бригада Антонова займалася проведенням посівної кампанії у південній Україні. З 1922 року дивізія базувалася в місті Миколаєві.
Член ВКП(б) з 1928 року.
З 1928 по березень 1931 року Олексій Антонов навчався на основному (командному) факультеті у Військовій академії РСЧА імені Фрунзе. У березні 1931 року закінчив академію і повернувся до Українського військового округу — на посаду начальника штабу 46-ї стрілецької дивізії в місті Коростені. Вже восени 1932 року його знову направили до Військової академії РСЧА імені Фрунзе — на щойно створений оперативний факультет. У травні 1933 закінчив його з відзнакою.
Після закінчення оперативного факультету Антонов ще півтора року був начальником штабу 46-ї стрілецької дивізії РСЧА. З жовтня 1934 по серпень 1935 року служив начальником штабу Могилів-Ямпільського укріпрайону. Восени 1935 року був призначений начальником оперативного відділу штабу Харківського військового округу.
З жовтня 1936 по червень 1937 року навчався у Військовій академії Генерального штабу Червоної армії.
У червні 1937 року призначений на посаду начальника штабу Московського військового округу (командувач військ округу — Маршал Радянського Союзу Семен Будьонний). З грудня 1938 року Антонов перейшов на викладацьку та науково-дослідну роботу до Військової академії РСЧА імені Фрунзе. 11 лютого 1940 року рішенням Вищої атестаційної комісії Антонову було присвоєно вчене звання доцент.
У березні 1941 року направлений до Київського особливого військового округу на посаду заступника начальника штабу округу. Фактично займався підготовкою військ округу до оборони від німецького удару.
Під час німецько-радянської війни 1941—1945 рр. 24 червня 1941 року з виділенням зі складу округу управління Південно-Західного фронту Олексія Антонова було призначено начальником штабу Київського особливого військового округу. Під його безпосереднім керівництвом було сформовано 13-ту та 17-ту запасні стрілецькі бригади та ряд частин окружного та армійського підпорядкування. У серпні 1941 року очолив роботу з формуванню управління Південного фронту, а 27 серпня 1941 року призначений начальником штабу Південного фронту.
28 липня 1942 року з початком битви за Кавказ Північно-Кавказький та Південний фронти були об'єднані в єдиний Північно-Кавказький фронт під командуванням маршала Будьонного. Начальником штабу фронту було призначено Антонова. Після реорганізації фронту із початку вересня 1942 року — начальник штабу утвореної Чорноморської групи військ. З 22 листопада по грудень 1942 року — начальник штабу Закавказького фронту.
З грудня 1942 року — заступник начальника Генерального штабу — начальник Оперативного управління Генерального штабу.
З 19 лютого 1945 по березень 1946 року — начальник Генерального штабу Збройних Сил СРСР. Олексій Антонов брав участь у роботі Кримської конференції трьох союзних держав (лютий 1945). Після війни, з березня 1946 року — 1-й заступник начальника Генерального штабу Збройних Сил СРСР.
6 листопада 1948 року направлений до Закавказького військового округу на посаду першого заступника командувача військ округу Маршала Радянського Союзу Толбухіна, після його смерті з жовтня 1949 року виконував обов'язки командувача, а в січні 1950 року був затверджений на посаді командувача військ Закавказького військового округу. У Тбілісі Антонов прослужив до весни 1954 року.
У квітні 1954 — червні 1962 року — 1-й заступник начальника Генерального штабу і одночасно член колегії Міністерства оборони СРСР.
Одночасно з травня 1955 по червень 1962 року — начальник штабу Об'єднаних збройних сил країн — учасників Варшавського договору. На нього було покладено основну роботу з налагодження апарату управління армій країн Варшавського договору, організації навчання військ спільним діям. Антонов особисто брав участь у багатьох навчаннях військ союзних держав.
Помер 18 червня 1962 року в Москві. Урна з прахом генерала замурована в Кремлівській стіні на Красній площі.

## Військові звання
- Прапорщик (1917)
- Полковник (2.12.1935)
- Комбриг (16.07.1937)
- Генерал-майор  (4.06.1940)
- Генерал-лейтенант (27.12.1941)
- Генерал-полковник (4.04.1943)
- Генерал армії (7.08.1943)

## Нагороди
- Орден «Перемога» (№ 12, 4.06.1945)
- три ордени Леніна (21.02.1945, 14.09.1946, 22.09.1956)
- чотири ордени Червоного Прапора (13.12.1941, 27.03.1942, 3.11.1944, 20.07.1949)
- два ордени Суворова I ст. (22.02.1943, 29.07.1944)
- орден Кутузова I ст. (22.02.1944)
- орден Вітчизняної війни I ст. (17.05.1943)
- Орден Святої Анни IV ст. з написом «За хоробрість» (Російська імперія, 1917)
- Медаль «За оборону Кавказу» (1942)
- медаль «За перемогу над Німеччиною у Великій Вітчизняній війні 1941—1945 рр.»
- медаль «За перемогу над Японією»
- медалі
- 14 іноземних нагород